# Serralada Winston Churchill

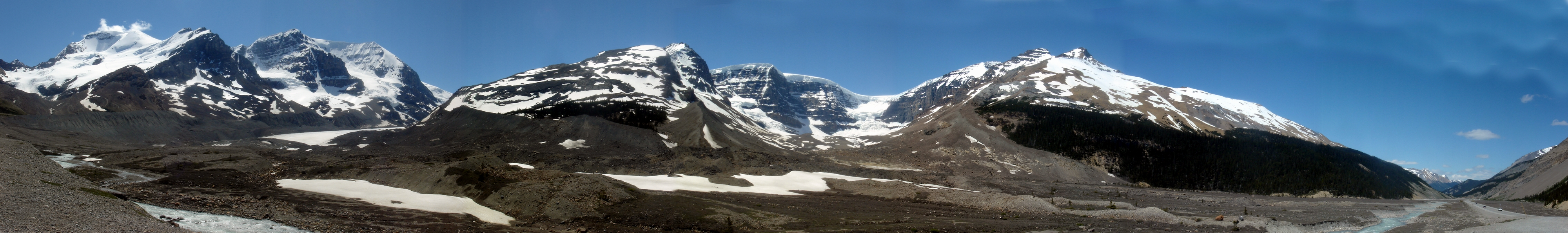
Mont Athabasca, Mont Andromeda, glacera Athabasca, Snow Dom, Glacera Dome i Mont Kitchener

La Serralada Winston Churchill (en anglès Winston Churchill Range) és una serralada que forma part de les Canadian Rockies i que es troba al Parc Nacional de Jasper, a les províncies d'Alberta i la Colúmbia Britànica, Canadà. Alguns dels cims més importants de les Canadian Rockies es troben en ella, com ara el Mont Columbia (3.747 m) i el Mont Alberta (3.619 m). S'ésten 31 quilòmetres de N a S i 23 d'E a W, amb un total de 410 km². La serralada deu el seu nom a l'exrimer ministre britànic sir Winston Churchill.
El límit oriental de la serralada es troba al costat occidental del riu Sunwapta, en la frontera entre els parcs nacionals de Jasper i de Banff i s'estén cap al nord fins a les cascades Sunwapta. El límit occidental de la serralada és definit per la vall del riu Athabasca, a l'est del mont Warwick. La vall s'estreny a mesura s'aproxima a la divisòria continental, i separa el mont Columbia del mont King Edward, el qual ja no forma part de la serralada.
Els principals cims d'aquesta serralada són:
| Muntanya          | metres |
| ----------------- | ------ |
| Mont Columbia     | 3.747  |
| North Twin Peak   | 3.684  |
| Twins Tower       | 3.627  |
| Mont Alberta      | 3.619  |
| South Twin Peak   | 3.566  |
| Mont Kitchener    | 3.505  |
| Snow Dome         | 3.456  |
| Mont Woolley      | 3.460  |
| Stutfield Peak    | 3.450  |
| Diadem Peak       | 3.371  |
| Mont Cromwell     | 3.330  |
| Mont Engelhard    | 3.270  |
| Mont Smythe       | 3.246  |
| Mushroom Peak     | 3.210  |
| Thorington Tower  | 3.155  |
| Mont Nelson       | 3.150  |
| Mont Palmer       | 3.150  |
| Mont Gec          | 3.130  |
| Gong Peak         | 3.120  |
| Mont Adam Joachim | 3.094  |
| Mont K2           | 3.090  |
| Mont Weiss        | 3.090  |
| Mont Mitchell     | 3.040  |
| Mont Morden Long  | 3.040  |
| Mont McGuire      | 3.030  |